# Frans Anton van Hohenzollern-Haigerloch
Frans Anton van Hohenzollern-Haigerloch (Sigmaringen, 2 december 1657 - Friedlingen, 14 oktober 1702) was van 1681 tot aan zijn dood graaf van Hohenzollern-Haigerloch. Hij behoorde tot het huis Hohenzollern-Sigmaringen.

## Levensloop
Frans Anton was de jongste zoon van graaf Meinrad I van Hohenzollern-Sigmaringen en Anna Maria van Törring-Seefeld, dochter van vrijheer Ferdinand van Törring-Seefeld. Na de dood van zijn vader in 1681 erfde hij het graafschap Hohenzollern-Haigerloch. In 1692 werd hij in tegenstelling tot de graven van Hohenzollern-Sigmaringen en Hohenzollern-Hechingen niet in de vorstenstand verheven.
Hij diende in het keizerlijk leger en bereikte de rang van veldmaarschalk-luitenant. Hij vocht mee in de Spaanse Successieoorlog en sneuvelde in oktober 1702 in de Slag bij Friedlingen. Hij werd als graaf van Hohenzollern-Haigerloch opgevolgd door zijn oudste zoon Ferdinand Leopold.

## Huwelijk en nakomelingen
Op 5 februari 1687 huwde Frans Anton met Maria Anna Eusebia (1670-1716), dochter van graaf Anton Eusebius van Königsegg-Aulendorf. Ze kregen vier kinderen:
- Ferdinand Leopold (1692-1750), graaf van Hohenzollern-Haigerloch en eerste minister van het keurvorstendom Keulen
- Maria Anna (1694-1732), huwde met Ludwig Xaver Fugger, graaf van Kirchberg en Weissenhorn
- Maria Francisca (1697-1767), huwde in 1720 met graaf Frans Hugo van Königsegg-Rothenfels
- Frans Christoffel Anton (1699-1767), graaf van Hohenzollern-Haigerloch en eerste minister van het keurvorstendom Keulen